# Strongylaspis christianae
Strongylaspis christianae là một loài bọ cánh cứng trong họ Cerambycidae.